# Liste des épisodes de Dans une galaxie près de chez vous

Cette page présente la liste des épisodes de la série télévisée Dans une galaxie près de chez vous selon la date de diffusion. L'ordre des épisodes sur les DVDs ne sont pas les mêmes.

## Première saison (1999)
Diffusée entre janvier et avril 1999.
| # d'épisode dans la série | # d'épisode dans la saison | Titre                          | 1re Date de diffusion |
| --- | -------------------------- | ------------------------------ | --------------------- |
| 1 | 1                          | Attendez-nous pas pour souper! | 25 janvier 1999       |
| Après six mois de recherche infructueuse d'une planète habitable, l'équipage doit aller explorer plus loin dans l'espace. Ceci implique qu'ils ne seront plus en mesure de communiquer avec la Terre, à la grande crainte de Brad. |                            |                                |                       |
| 2 | 2                          | Bob, bu                        | 1 février 1999        |
| Bob se fait accidentellement déshydrater lorsqu'on a besoin de lui pour entrer dans l'orbite d'une planète. |                            |                                |                       |
| 3 | 3                          | Tout feu tout flamme           | 8 février 1999        |
| Le capitaine et Valence n'arrivent plus à se cacher leur amour. |                            |                                |                       |
| 4 | 4                          | Le secret                      | 15 février 1999       |
| Brad ne compte pas laisser le capitaine et Valence entretenir leurs nouveaux liens. |                            |                                |                       |
| 5 | 5                          | Le huitième passager           | 22 février 1999       |
| Brad affirme avoir vu une créature extra-terrestre dans le vaisseau, mais le reste de l'équipage ne le croit pas. |                            |                                |                       |
| 6 | 6                          | Le réveil de Flavien           | 1 mars 1999           |
| Flavien se fait sortir de régénérescence après que l'électricité ait été coupée, ce qui pourrait lui être fatal. |                            |                                |                       |
| 7 | 7                          | La liste                       | 8 mars 1999           |
| Brad omet de dire à Falbo qu'un exercice de défense va être tenu. Falbo se retrouve ainsi convaincu que des extraterrestres ont envahi le vaisseau. |                            |                                |                       |
| 8 | 8                          | La course contre la montre     | 15 mars 1999          |
| Le capitaine Patenaude est atteint d'une crise d'appendicite. Mirabella, avec l'aide de Valence, tente de l'opérer. Durant ce temps, Brad prend le commandement du vaisseau. Ayant repéré une planète qui semble prometteuse, il exige à Bob et à Flavien de se dépêcher de l'atteindre avant que le capitaine ne puisse reprendre son poste, pour être celui ayant accompli la mission. |                            |                                |                       |
| 9 | 9                          | Le virus                       | 22 mars 1999          |
| Brad donne un virus à Gervais et Bob enclenche l'auto-destruction du vaisseau pendant qu'il est somnambule. |                            |                                |                       |
| 10 | 10                         | Tou-tou-tou-touuut!            | 29 mars 1999          |
| L'équipage se met à entendre des sons inconnus provenant d'extra-terrestres. |                            |                                |                       |
| 11 | 11                         | Le procès                      | 5 avril 1999          |
| Brad est en procès pour avoir faussé les rapports de sonde. |                            |                                |                       |
| 12 | 12                         | Le verglas                     | 12 avril 1999         |
| Le Romano Fafard est emprisonné sous une immense couche de verglas. |                            |                                |                       |
| 13 | 13                         | Capitaine d'un jour            | 19 avril 1999         |
| Flavien, Brad et Bob doivent remporter un défi pour gagner la chance d'être capitaine d'un jour. |                            |                                |                       |

## Deuxième saison (1999-2000)
Diffusée entre septembre 1999 et mars 2000.
| # d'épisode dans la série | # d'épisode dans la saison | Titre                    | 1re Date de diffusion |
| --- | -------------------------- | ------------------------ | --------------------- |
| 14 | 1                          | Hasta luego              | 1er septembre 1999    |
| L'équipage du Romano Fafard apprend que Mirabella n'est pas réellement médecin (seule Valence était au courant) et qu'elle est recherchée par la police. À la suite de cet aveu, Mirabella se sauve du Romano Fafard sans Bob, alors qu'ils avaient planifié de s'enfuir ensemble sur une planète. Falbo disparaît en tentant de la retrouver. |                            |                          |                       |
| 15 | 2                          | Le Minérai               | 8 septembre 1999      |
| Bob est dévasté par le départ de Mirabella et ramène une roche extra-terrestre à bord du vaisseau comme substitut. |                            |                          |                       |
| 16 | 3                          | Lindâ                    | 15 septembre 1999     |
| Brad va en thérapie avec Valence et change radicalement de personnalité. |                            |                          |                       |
| 17 | 4                          | La belle et la bête      | 22 septembre 1999     |
| L’équipage découvre une station orbitale russe à la dérive et en sauve les deux passagers survivants, soient Pétrolia et Serge. |                            |                          |                       |
| 18 | 5                          | Le transistor            | 29 septembre 1999     |
| Serge a besoin d'un ancien transistor pour continuer à fonctionner. |                            |                          |                       |
| 19 | 6                          | Voyage au fond des rêves | 6 octobre 1999        |
| Bob fait un rêve prémonitoire dans lequel se produit une catastrophe. |                            |                          |                       |
| 20 | 7                          | Up tempo                 | 13 octobre 1999       |
| L'équipage se retrouve dans l'orbite d'une planète dont l'espace-temps est déréglé. |                            |                          |                       |
| 21 | 8                          | Le Mime                  | 20 octobre 1999       |
| Brad et Bob sont en guerre. Flavien essaie de les réconcilier sur la planète Granola-8, mais ils y trouvent un mime abandonné. Ils le ramènent à bord du Romano Fafard pour l'adopter, malgré les plaintes et les allergies de Brad. |                            |                          |                       |
| 22 | 9                          | Flavien et Juliette      | 27 octobre 1999       |
| Lors de la visite d'une planète qui semble être parfaite, l'équipage rencontre une autre race voulant s'en emparer. |                            |                          |                       |
| 23 | 10                         | Le Roi                   | 3 novembre 1999       |
| Le capitaine Patenaude et Valence profitent du beau temps sur la planète Ouch pour y passer un séjour en amoureux, sous prétexte d'y étudier la psychologie des roches. Ils croient la planète déserte, dû à la température qui chute à -283 °C la nuit. Avant leur départ, le capitaine a ordonné à Brad et Bob de faire le ménage à bord du vaisseau. Le capitaine et Valence se font attaqués par une forme de vie extra-terrestre. Brad et Bob viennent à leur secours et les extra-terrestres prennent alors Bob pour un dieu, puisque celui-ci ressemble trait pour trait à une de leur statuette. |                            |                          |                       |
| 24 | 11                         | Les Esclaves             | 10 novembre 1999      |
| Le Romano Fafard traverse une zone complètement vide. Bob vole, contre l'avis du capitaine, à Omega 4. Le vaisseau se fait alors intercepter par un homme qui dit être un agent de police de l'espace, mais qui est en réalité en ancien prisonnier qui souhaite revendre les membres de l'équipage à titre d'esclave. |                            |                          |                       |
| 25 | 12                         | Le Spectre               | 17 novembre 1999      |
| Le spectre du capitaine Romano Fafard apparaît sur le vaisseau, et Flavien sera convaincu qu'il s'agit de son père. |                            |                          |                       |
| 26 | 13                         | Rintintinos              | 24 novembre 1999      |
| Une invention de Pétrolia permet de se mettre dans la peau des autres. |                            |                          |                       |
| 27 | 14                         | Jim et Jules             | 5 janvier 2000        |
| Le Romano Fafard trouve sur son chemin une clôture géante qui nécessiterait un mois à contourner. Le capitaine ordonne de foncer pour passer au travers, mais le vaisseau est alors pris au piège. La clôture est en fait une seule entité qui possède deux consciences, Jim et Jules, et qui souhaite désintégrer le Romano Fafard pour se nourrir des minéraux |                            |                          |                       |
| 28 | 15                         | Histoire de pêche        | 12 janvier 2000       |
| Charles, Serge et Flavien sont partis pêcher sur une planète. Valence et Pétrolia sont supposées venir les rejoindre, mais toutes deux ignorent sur quelle planète les hommes sont, puisque Flavien a brouillé les données du téléfax avant de partir. Ils ne peuvent pas communiquer avec le vaisseau car l'émetteur est tombé à l'eau. |                            |                          |                       |
| 29 | 16                         | La Fin                   | 19 janvier 2000       |
| Le capitaine Jacques Bibeau, un prétendu Terrien, annonce au capitaine Patenaude que sa mission est terminée. |                            |                          |                       |
| 30 | 17                         | La Star des Étoiles      | 26 janvier 2000       |
| Le Romano Fafard frappe une capsule cryogénique en provenance de la Terre. Le capitaine Patenaude ordonne de faire monter la capsule à bord et de l'ouvrir. Elvis Presley en sors et raconte qu'il a demandé à se faire cryogéniser parce qu'il en avait assez de sa vie de star. Flavien cherche alors à jouer de la musique avec son idole, Pétrolia deviens une groupie et Brad tente de devenir son gérant. |                            |                          |                       |
| 31 | 18                         | Virtuellement Vôtre      | 2 février 2000        |
| Flavien s'embarque dans un jeu virtuel extrême lui causant des blessures réelles. |                            |                          |                       |
| 32 | 19                         | Le Test                  | 9 février 2000        |
| Les membres de l'équipage font passer un test à Brad. |                            |                          |                       |
| 33 | 20                         | Caïn et Abel             | 16 février 2000       |
| Bob pense que Flavien veut lui voler Pétrolia. |                            |                          |                       |
| 34 | 21                         | La Source Mystérieuse    | 23 février 2000       |
| Flavien et Pétrolia se retrouvent sur une planète où se trouve une source d'eau intrigante. |                            |                          |                       |
| 35 | 22                         | Le Rejet                 | 1er mars 2000         |
| Brad envoie Bob en dehors du vaisseau. |                            |                          |                       |
| 36 | 23                         | La Fissure               | 8 mars 2000           |
| Lors d'une expérience ratée, Pétrolia ouvre une fissure spacio-temporelle qui ramène l'équipage très loin dans le passé. |                            |                          |                       |
| 37 | 24                         | La Misère des Riches     | 15 mars 2000          |
| Bob s'en remet à Brad pour changer sa personnalité dans le but de séduire Pétrolia. Il devient donc un être suffisant et manipulateur au grand désarroi de ses amis. |                            |                          |                       |
| 38 | 25                         | Zircon                   | 22 mars 2000          |
| L'équipage deviendra amnésique après s'être mis en orbite autour d'une planète en diamant. |                            |                          |                       |
| 39 | 26                         | Le Fou                   | 29 mars 2000          |
| Le Capitaine perd la tête juste avant de disparaître mystérieusement, Brad prendra ensuite les commandes et ordonnera l'attaque de la planète des Barzots. |                            |                          |                       |

## Troisième saison (2000)
Diffusée entre janvier et avril 2001 les dimanche à 17h et en rappel le lundi à 19h.
Diffusion initialement prévue en septembre 2000 sur Canal Famille, mais repoussée en janvier pour le lancement de VRAK.
| # d'épisode dans la série | # d'épisode dans la saison | Titre                       | 1re Date de diffusion |
| --- | -------------------------- | --------------------------- | --------------------- |
| 40 | 1                          | Les mages                   | 7 janvier 2001        |
| Brad, qui est désormais Capitaine, ordonne le bombardement de la planète des Barzots. Pendant ce temps, Valence tentera de retrouver le vrai Capitaine avec l'aide des autres membres de l'équipage. |                            |                             |                       |
| 41 | 2                          | Spit-Barishny-Fire          | 14 janvier 2001       |
| Afin de passer aux douanes, les membres de l'équipage doivent passer un test virtuel afin de les libérer de leurs émotions trop fortes. |                            |                             |                       |
| 42 | 3                          | La fièvre d'Ovégas          | 21 janvier 2001       |
| L'équipage se retrouve sur une planète Casino où ils essaieront de ne pas jouer trop compulsivement. |                            |                             |                       |
| 43 | 4                          | Morver, c'est mourir un peu | 28 janvier 2001       |
| Afin de passer au travers d'une galaxie infestée d'un puissant virus, l'équipage doit se préparer à l'affronter. Pour garder leur système immunitaire «actif», ils s'assurent d'être malades avant d'entrer dans la galaxie. Bob, qui se croit incapable de tomber malade, ment sur son état de santé et feint la maladie. Ceci compliquera les choses… |                            |                             |                       |
| 44 | 5                          | Au-delà du Réal             | 4 février 2001        |
| L'équipage appelle un agent d'immeuble pour les planètes, mais Flavien garde toujours un certain doute. |                            |                             |                       |
| 45 | 6                          | La guerre des sexes         | 11 février 2001       |
| Valence tente de réconcilier les hommes et les femmes d'une planète où les deux sexes sont en guerre. |                            |                             |                       |
| 46 | 7                          | La Créature                 | 18 février 2001       |
| Flavien voit une terrifiante créature à bord du Romano Fafard qui terrorisera l'équipage. |                            |                             |                       |
| 47 | 8                          | Le Yable                    | 25 février 2001       |
| Pour la St-Jean-Baptiste, Flavien sors sa guitare et commence à jouer du Paul Piché. Ceci réveille le diable, qui déteste cette musique, et qui exige de ramener deux âmes en enfer, mais Valence réussi à le convaincre de léguer ses pouvoirs à un successeur.                                                                                        |                            |                             |                       |
| 48 | 9                          | Croûte que croûte           | 4 mars 2001           |
| Après que Pétrolia ait trafiqué le toaster de Bob, celui-ci projette une toast volante qui devient très dangereuse. |                            |                             |                       |
| 49 | 10                         | Le mal de Terre             | 11 mars 2001          |
| Bob est atteint d'un étrange mal de vivre. Le diagnostic de Serge 2 est formel, mais il reçoit un coup au visage de la part de Brad, ce qui provoque et court-circuit et l'empêche de révéler ce dont est atteint Bob. Pétrolia tente de réparer l'androïde alors que Flavien et le capitaine essaient tant bien que mal de motiver le pilote.          |                            |                             |                       |
| 50 | 11                         | Deux frères                 | 18 mars 2001          |
| Selon une certaine lettre retrouvée, Brad et le Capitaine seraient des frères. |                            |                             |                       |
| 51 | 12                         | Le retour du Jet d'aïl      | 25 mars 2001          |
| Bob a rêvé pour la 3e fois qu'un Jedi arrivait dans le vaisseau pour rencontrer un aspirant Jedi. L'équipage cherche alors à découvrir qui est l'aspirant Jedi et se prépare à accueillir le Jedi. |                            |                             |                       |
| 52 | 13                         | La Génèse                   | 1er avril 2001        |
| À l'occasion de Noël, le capitaine offre un collier de perles à Valence. À la suite des interrogations de Brad, il avoue vivre une idylle avec la psychologue et démissionne de son poste. Il raconte alors ses souvenirs du moment où il a rencontré chacun des membres de l'équipage, lors de l'épreuve de sélection.                                 |                            |                             |                       |

## Quatrième saison (2001)
Diffusée entre septembre et novembre 2001.
| # d'épisode dans la série | # d'épisode dans la saison | Titre                    | 1re Date de diffusion |
| --- | -------------------------- | ------------------------ | --------------------- |
| 53 | 1                          | Médecine d'ourse         | 2 septembre 2001      |
| Serge est détruit à la suite d'un accident dont Brad est à l'origine. Les membres d'équipage font face à deux problèmes : ils doivent trouver un nouveau médecin pour remplacer Serge et réparer le système d'allumage, qui a été détruit lors de l'accident. |                            |                          |                       |
| 54 | 2                          | Maman Brad               | 9 septembre 2001      |
| Une entité extraterrestre choisit Brad comme mère. Celui-ci devient donc enceint. |                            |                          |                       |
| 55 | 3                          | Œdipe Bouchard           | 16 septembre 2001     |
| Un homme étrange débarque sur le vaisseau et propose une planète habitable en échange de Valence. Cependant, Flavien éprouve une forte haine envers cet homme. |                            |                          |                       |
| 56 | 4                          | No man's land            | 23 septembre 2001     |
| En l'honneur de l'anniversaire de Pétrolia, Bob et Flavien ont réparé Serge 2, devenu Serge 3, et lui ont octroyé une nouvelle fonction permettant de choisir parmi 1001 de ses personnalités grâce à une petite zapette. Bob, Flavien et Brad se servent de cette nouvelle fonction pour un usage personnel, contre l'avis de Pétrolia. Durant ce temps, l'équipage se prépare à traverser une zone qui est interdite aux terriens.                                                            |                            |                          |                       |
| 57 | 5                          | Cuits cuits cuits        | 30 septembre 2001     |
| Le capitaine tient à ce que le vaisseau passe entre deux étoiles, même si le mercure doit grimper dangereusement. |                            |                          |                       |
| 58 | 6                          | Hamlet (au fromage)      | 7 octobre 2001        |
| Brad a empoisonné le Capitaine et celui-ci meurt subitement. |                            |                          |                       |
| 59 | 7                          | Amnésie international    | 14 octobre 2001       |
| Le Capitaine, Bob et Flavien perdent graduellement la mémoire, et Brad devra sauver la situation. |                            |                          |                       |
| 60 | 8                          | As stéroïde              | 21 octobre 2001       |
| L'équipage se prépare à frôler la météorite Sonia-27, de la taille de la Saskatchewan. Pour ce faire, Bob, Brad, Flavien et Pétrolia utilisent une colle inventée par cette dernière pour fixer les tuiles du vaisseau et éviter qu'elles ne tombent, mais Bob et Brad se collent accidentellement la main ensemble. Flavien calcule que la trajectoire de la météorite la mènera à frapper la Terre dans cinq mois. Le capitaine Patenaude cherche une solution pour éviter cette catastrophe. |                            |                          |                       |
| 61 | 9                          | La belle ordure          | 28 octobre 2001       |
| Lors de l'exploration du dépotoir de l'univers, Brad ramène une jeune femme bien spéciale avec lui. |                            |                          |                       |
| 62 | 10                         | Le destin                | 4 novembre 2001       |
| Croyant faire affaire avec une agence d'escorte, Brad commande une voyante à bord du vaisseau. |                            |                          |                       |
| 63 | 11                         | Casanobrad               | 11 novembre 2001      |
| Après une erreur avec une de ses inventions, Brad se fait cloner et son double devient l'idole des femmes. |                            |                          |                       |
| 64 | 12                         | La fin de la faim        | 18 novembre 2001      |
| L'équipage meurt de faim. Il ne reste plus qu'une seule pomme à manger dans le vaisseau. L'équipage attend le rapport de la sonde pour savoir s'il y a une planète contenant de la nourriture près d'eux. En attendant, le capitaine vante les qualités de chacun des membres de l'équipage. S'ensuivent des extraits des moments forts de la série. |                            |                          |                       |
| 65 | 13                         | Bonsoir, ils sont partis | 25 novembre 2001      |
| L’équipage trouve une planète parfaite, mais la mission se terminera-t-elle en beauté? |                            |                          |                       |